# Маскарон
Маскаро́н (маскеро́н, фр. mascaron из итал. mascherone — большая маска) — декоративный элемент в виде маски зверя, мифического существа, мифологического персонажа, в отличие от обычного понятия «маска», помещаемый на изделия декоративного и прикладного искусства — сосуды, тарели, антабы (дверные молотки, ручки) или иные изделия, в архитектуре — на замко́вые камни в архивольтах арок, наличниках или сандриках дверных и оконных проёмов. Маскароны, как и протомы, гермы, теламоны, украшают изделия классической мебели.
Как правило, маскароны представляют собой горельефное или скульптурное изображение. В средневековье такие изображения в виде устрашающих существ использовали в качестве водомётов — гаргулий. В архитектуре эпохи итальянского Возрождения маскароны чаще использовали для городских фонтанов. Такие маскароны могут иметь комический характер. Маскароны — распространённый мотив в искусстве французских художников школы Фонтенбло. Декоративные маскароны — неотъемлемая часть ренессансных гротесков, рисунков и орнаментальных гравюр фламандского барокко, немецких кляйнмайстеров, художников французского «большого стиля» Людовика XIV, стиля Регентства и рококо, композиций Ж. Лепотра, фантазий «беренад» — рисунков Жана Берена Старшего.
Один из самых знаменитых в популярной культуре маскаронов — так называемые «Уста истины» (итал. Bocca della Verità) — античная круглая мраморная плита с изображением маски Тритона (или Океана), датируемая I веком н. э. и расположенная с XVII века в нартексе церкви Санта-Мария-ин-Козмедин в Риме. В Средние века с этим диском было связано поверье, что если лжец вставит руку в отверстие, выполненное в виде рта божества, то божество её откусит. Широкую известность эта легенда получила после выхода на экраны американской романтической комедии «Римские каникулы» (реж. Уильям Уайлер, 1953).
В России маскароны появились в архитектуре петровского барокко начала XVIII века, сохранялись на протяжении всего XVIII столетия и получили наибольшее распространение в архитектуре классицизма и неоренессанса XIX века. Позднее — в архитектуре неоклассического течения периода модерна.

## Галерея
- Х. З. Бехам. Орнамент с маской. 1543. Офорт
- Х. З. Бехам. Маска, поддерживаемая двумя гениями. 1544. Офорт
- Деталь ламбри Галереи Франциска I. 1534—1536. Дерево. Замок Фонтенбло, Франция
- К. Флорис. Маскарон. 1555. Офорт
- Бартманнкруг, или Беллармин («Кувшин с бородатым человеком»). Ок. 1600 г. Германия. Штайнгут (глино-каменная масса)
- А. Мителли. Ваза с маскаронами. Между 1619 и 1660 гг. Бумага, перо, чернила. Рейксмюсеум, Амстердам
- Ж. Лепотр. Ваза-умывальник. Лист из серии «Фонтаны и умывальники в обрамлениях». Между 1666 и 1682 гг.
- Маскарон грота Большого каскада в Петергофе. Воссоздание. Проект М. Г. Земцова 1723—1724 гг.
- Маскарон здания Зимнего дворца в Санкт-Петербурге. 1750-е гг. Архитектор Франческо Бартоломео Растрелли
- Маскарон фасада Строгановского дворца в Санкт-Петербурге. 1753—1754. Архитектор Франческо Бартоломео Растрелли
- Маскарон замкового камня пандуса Висячего сада в Царском Селе. 1792. По рисунку архитектора Ч. Камерона
- Маскарон фасада здания музея Центрального училища технического рисования барона А. Л. Штиглица. 1885-1895. Архитектор М. Е. Месмахер